# Péninsule de Gazelle
Pour les articles homonymes, voir Gazelle (homonymie).
La péninsule de Gazelle (en anglais Gazelle Peninsula) est une grande péninsule située au nord-est de l'île de Nouvelle-Bretagne, dans la province de Nouvelle-Bretagne orientale, en Région des Îles.

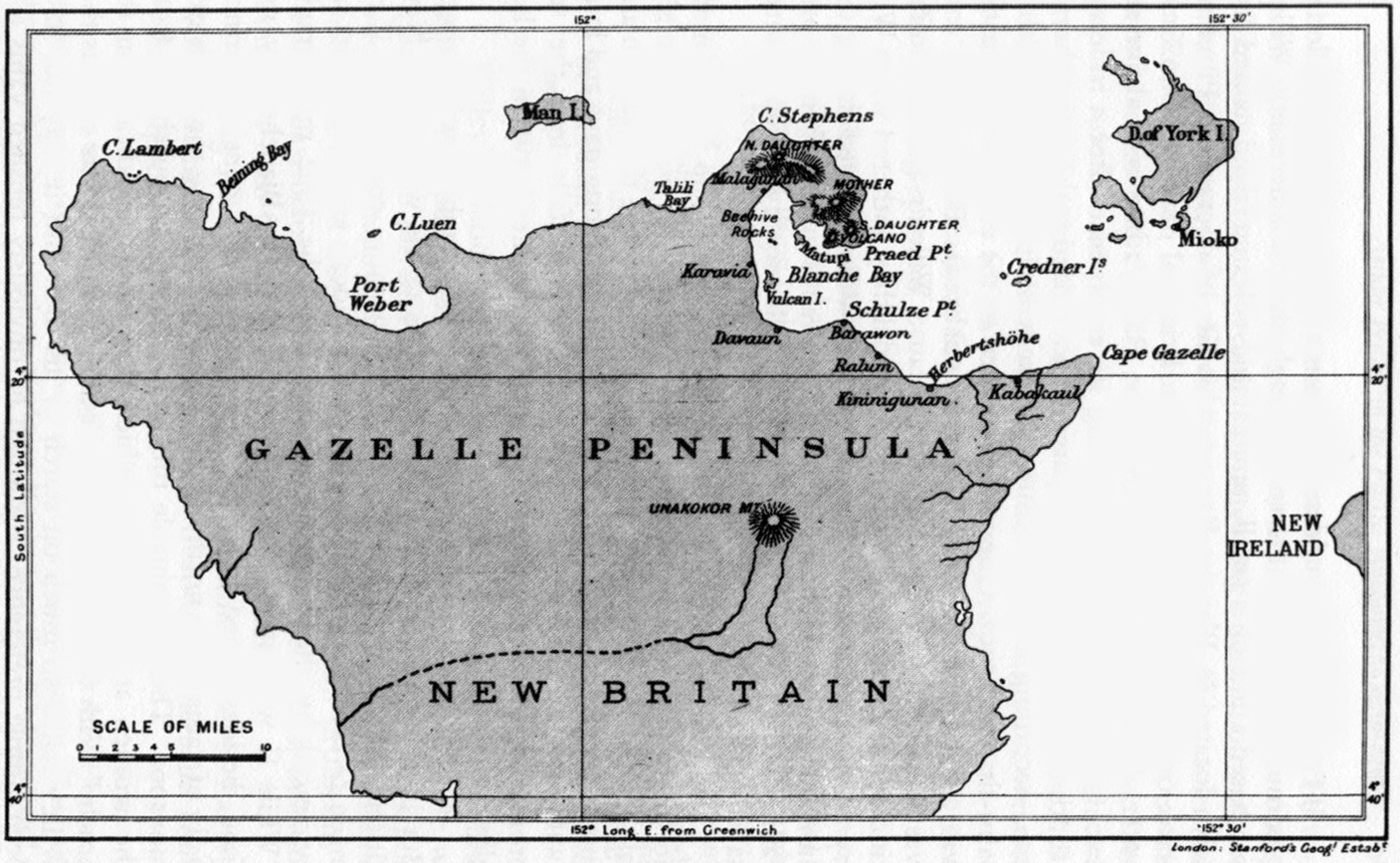
Carte de la péninsule de Gazelle en 1912.